# The Voice Kids (prima edizione)
La prima edizione di The Voice Kids è andata in onda in prima serata su Rai 1 il 4 e l'11 marzo 2023 con la conduzione di Antonella Clerici per due puntate.
Il vincitore è stato scelto attraverso il voto del pubblico in sala e a trionfare è stata Melissa Agliottone del team Loredana Bertè; che successivamente è stata scelta per rappresentare l'Italia al Junior Eurovision Song Contest 2023 in coppia con Ranya Moufidi del team Clementino.

## Team
Legenda
- Vincitore
- Super-finalista

- Eliminato alla finale

| Coach | Coach           | Artisti            | Artisti            | Artisti             |
|       | Ricchi e Poveri | Ginevra Dabalà     | Vincenzo Alighieri | Lorena Fernandez    |
|       | Clementino      | Ranya Moufidi      | Zinnedine Fatnassi | Rosario Caci        |
|       | Gigi D'Alessio  | Ilary Alaimo       | Andrea Galiano     | Marta Maria La Rosa |
|       | Loredana Bertè  | Melissa Agliottone | Mia Arnone         | Fedora Copparosa    |

## Blind Auditions
- Il coach preme il bottone I Want You
- L'artista è eliminato perché nessun coach preme il bottone I Want You
- L'artista viene scelto per far parte della squadra di questo coach
- L'artista sceglie di far parte della squadra di questo coach

- Blocco esercitato dai Ricchi e Poveri
- Blocco esercitato da Clementino
- Blocco esercitato da Gigi D'Alessio
- Blocco esercitato da Loredana Bertè

### Prima puntata
La prima ed unica puntata di Blind Auditions vede i quattro coach dover scegliere tre piccoli artisti a testa in modo tale da poter completare i rispettivi team per la finale.
| Ordine | Artista (Età)                                   | Canzone (cantante originale)                      | Scelte di coach e/o artisti | Scelte di coach e/o artisti | Scelte di coach e/o artisti | Scelte di coach e/o artisti |
| Ordine | Artista (Età)                                   | Canzone (cantante originale)                      | Ricchi e Poveri             | Clementino                  | Gigi D'Alessio              | Loredana Bertè              |
| ------ | ----------------------------------------------- | ------------------------------------------------- | --------------------------- | --------------------------- | --------------------------- | --------------------------- |
| 1      | Mia Arnone (7)                                  | Ciao ciao (La Rappresentante Di Lista)            |                             |                             |                             |                             |
| 2      | Andrea Galiano (12)                             | La notte (Arisa)                                  |                             |                             |                             |                             |
| 3      | Ranya Moufidi (12)                              | Easy On Me (Adele)                                |                             |                             |                             |                             |
| 4      | Italobartolomeo Fucile (11)                     | Eri piccola così (Fred Buscaglione)               | -                           | -                           | -                           | -                           |
| 5      | Vincenzo Alighieri (13)                         | Quando vedrai la mia ragazza (Little Tony)        |                             | -                           |                             | -                           |
| 6      | Ilary Alaimo (14)                               | I Will Always Love You (Whitney Houston)          |                             |                             |                             |                             |
| 7      | Gregorio e Sabina Cattaneo Della Volta (13, 10) | Brividi (Mahmood e Blanco)                        | -                           | -                           | -                           | -                           |
| 8      | Ginevra Dabalà (11)                             | Il cerchio della vita (Ivana Spagna)              |                             | -                           |                             | -                           |
| 9      | Zinnedine Fatnassi (12)                         | Cara Italia (Ghali)                               |                             |                             |                             |                             |
| 10     | Fedora Copparosa (12)                           | Nessun grado di separazione (Francesca Michielin) |                             | -                           |                             |                             |
| 11     | Sofia Fronzi (12)                               | Giovani Wannabe (Pinguini Tattici Nucleari)       | -                           | -                           | -                           | -                           |
| 12     | Melissa Agliottone (12)                         | Shallow (Lady Gaga)                               |                             |                             |                             |                             |
| 13     | Rosario Caci (9)                                | Abbracciame (Andrea Sannino)                      |                             |                             |                             | N.D.                        |
| 14     | Lorena Fernandez (12)                           | Tu sì 'na cosa grande (Domenico Modugno)          |                             | N.D.                        |                             | N.D.                        |
| 15     | Claudio Allatta (12)                            | Your Song (Elton John)                            | N.D.                        | N.D.                        | -                           | N.D.                        |
| 16     | Marta Maria La Rosa (12)                        | Emozioni (Lucio Battisti)                         | N.D.                        | N.D.                        |                             | N.D.                        |

### Bilancio Blind
| Coach           | Numero di Volte: | Numero di Volte: | Numero di Volte: | Numero di Volte:   | Numero di Volte: | Numero di Volte: | Numero di Volte: |
| Coach           | Totale Buzz      | Scelte           | Buzz da solo     | Blocchi effettuati | Blocchi ricevuti | Rifiuti          | No Buzz          |
| --------------- | ---------------- | ---------------- | ---------------- | ------------------ | ---------------- | ---------------- | ---------------- |
| Ricchi e Poveri | 11               | 3                | 1                | 1                  | 0                | 8                | 3                |
| Clementino      | 7                | 3                | 0                | 1                  | 0                | 4                | 6                |
| Gigi D'Alessio  | 12               | 3                | 1                | 0                  | 3                | 9                | 4                |
| Loredana Bertè  | 7                | 3                | 0                | 1                  | 0                | 4                | 5                |

## Finale
La finale è andata in onda l'11 marzo 2023. Nella prima fase i 12 finalisti (3 per team) si sfidano su dei brani assegnati dai coach, che alla fine di tutte le esibizioni scelgono l'artista migliore del loro team. Nella seconda fase i 4 super-finalisti scelti dai coach si esibiscono sul loro cavallo di battaglia o sul brano portato alle Blind Audition, con il pubblico in studio che tramite telecomandi decreta alla fine il vincitore del programma.
- Ospiti: Mr. Rain, LDA
- Canzoni cantate dagli ospiti: Supereroi (Mr. Rain insieme ai 12 finalisti); Se poi domani (LDA)
- Esibizione dei concorrenti: Figlia di... (Team Loredana), Cos Cos Cos (Team Clementino), Como suena el corazon (Team Gigi), Mamma Maria (Team Ricchi e Poveri)

Prima fase
- Artista che passa alla seconda fase
- Artista eliminato

| Ordine | Coach           | Artista             | Canzone (cantante originale)               |
| ------ | --------------- | ------------------- | ------------------------------------------ |
| 1      | Ricchi e Poveri | Lorena Fernardez    | Un amore così grande (Claudio Villa)       |
| 2      | Clementino      | Ranya Moufidi       | Ovunque sarai (Irama)                      |
| 3      | Loredana Bertè  | Mia Arnone          | Il ballo del mattone (Rita Pavone)         |
| 4      | Gigi D'Alessio  | Andrea Galiano      | I tuoi particolari (Ultimo)                |
| 5      | Ricchi e Poveri | Ginevra Dabalà      | The Show Must Go On (Queen)                |
| 6      | Clementino      | Rosario Caci        | Non dirgli mai (Gigi D'Alessio)            |
| 7      | Gigi D'Alessio  | Ilary Alaimo        | Io domani (Marcella Bella)                 |
| 8      | Ricchi e Poveri | Vincenzo Alighieri  | Fatti mandare dalla mamma (Gianni Morandi) |
| 9      | Loredana Bertè  | Melissa Agliottone  | Shallow (Lady Gaga)                        |
| 10     | Loredana Bertè  | Fedora Copparosa    | Amare (La Rappresentante di Lista)         |
| 11     | Gigi D'Alessio  | Marta Maria La Rosa | La sera dei miracoli (Lucio Dalla)         |
| 12     | Clementino      | Zinnedine Fatnassi  | Fenomeno (Fabri Fibra)                     |

Seconda fase
- Vincitore
- Super-finalista

| Ordine | Coach           | Artista            | Canzone (cantante originale)             |
| ------ | --------------- | ------------------ | ---------------------------------------- |
| 1      | Ricchi e Poveri | Ginevra Dabalà     | Il cerchio della vita (Ivana Spagna)     |
| 2      | Gigi D'Alessio  | Ilary Alaimo       | I Will Always Love You (Whitney Houston) |
| 3      | Clementino      | Ranya Moufidi      | Ovunque sarai (Irama)                    |
| 4      | Loredana Bertè  | Melissa Agliottone | Shallow (Lady Gaga)                      |

## Ascolti
| Puntata | Puntata        | Messa in onda | Telespettatori | Share  |
| ------- | -------------- | ------------- | -------------- | ------ |
| 1       | Blind Audition | 4 marzo 2023  | 3 589 000      | 22,86% |
| 2       | Finale         | 11 marzo 2023 | 3 510 000      | 22,71% |
| Media   | Media          | Media         | 3 549 000      | 22,78% |